# Бройдо, Ева Львовна
Е́ва Льво́вна Бро́йдо (урождённая Хава Лейбовна Гордон; по первому мужу — Эдельман, по второму — Бройдо; 7 ноября 1876, Свенцяны, Виленская губерния — 15 сентября 1941, Орёл, Орловская область) — российская политическая деятельница, социал-демократ, революционерка, публицистка, переводчица, мемуаристка.

## Биография

### Молодые годы, семья и образование
Хава Лейбовна Гордон родилась 7 ноября 1876 года в местечке Свенцяны Свенцянского уезда Виленской губернии Российской империи. Родом из некогда богатой, но впоследствии обедневшей еврейской мещанской семьи. Её отец был учёным-талмудистом, а мать занималась продажей лесоматериалов.
Образование получила в начальной еврейской школе, в 15 лет окончила четыре класса гимназии в Дерпте. Окончила Дерптский фармацевтический институт и поступила в аптеку в Двинске. В 1912 году получила высшее образование, сдав в Казанском университете экзамен на помощника провизора.

### Революционная деятельность
В 1893—1896 годах жила в Риге, где вращалась в учительских кругах. В 1895 и 1896 годах ездила в Берлин, где познакомилась с социал-демократами и с социал-демократической литературой: книгами Карла Каутского «История социализма» и Августа Бебеля «Женщина и социализм», вследствие чего стала убежденной социалисткой. В том же году присоединилась к революционному движению. В 1896—1898 годах была замужем за Абрамом Эдельманом. В браке родилась дочь Александра (Эдельман; позже — Адасинская). По собственному признанию, это были «три года частного ада» и «самые мрачные годы всей жизни», которые скрашивались обществом мужчин и женщин — коллег по аптеке с полным пансионом и 35 рублями в месяц.
В 1899 году переехала в Санкт-Петербург, где сблизилась с группой рабочих-семянниковцев, а затем вступила в Российскую социал-демократическую рабочую партию (РСДРП), впоследствии присоединившись к её меньшевистской фракции. Некоторое время работала в газете «Искра» (партийная кличка: Наташа; литературные псевдонимы: Е. Бронская, Е. Львова, Берта Абрамовна Выгоцкая, Ева Львовна Бронская). В 1899—1900 годах перевела на русский язык книгу Бебеля «Женщина и социализм», однако тираж был уничтожен цензурой. В начале лета 1900 года участвовала в организации группы «Социалист», позже соединившейся с «Петербургской группой „Рабочего знамени“». Приняла участие в создании группы «Социал-демократическая рабочая библиотека», входила в редакцию её изданий и являлась главным связующим звеном между «библиотекой» и «Социалистом». В ночь на 30 января 1901 года была арестована по так называемому «делу рабочей библиотеки» — за создание нелегальной передвижной библиотеки, распространение книг о рабочем движении за границей и о профессиональных союзах, а также написание работ о «женском вопросе». Заболев во время содержания в Доме предварительного заключения, 8 августа 1901 года была освобождена под залог и отдана под полицейский надзор в Свенцяны, где образовала и возглавила группу социал-демократов. Арестована за самовольную отлучку в Вильну за литературой, с 11 ноября 1901 года до 2 января 1902 года сидела в Свенцянской тюрьме. После 15-месячного тюремного заключения в административном порядке сослана на 5 лет в Восточную Сибирь.
В 1902 году вышла замуж за Марка Бройдо — товарища по революционной борьбе; обвенчались во время пересылки в тюремной часовне. В браке родились дочь Вера и сын Даниил.
В мае 1902 года вместе с мужем отправлена в Киренск, а в 1903 году — в Якутск. Во время пребывания в Якутске организовала кружки грамоты для рабочих; одним из учеников Бройдо был Михаил Калинин, именно у неё научившийся читать и писать. Периодически работала фармацевтом, в том числе в местном диспансере в Якутске. Приняла активное участие в вооруженном выступлении политических ссыльных — так называемом «Якутском протесте» или «романовском деле», помогала товарищам доставкой оружия и провианта с воли. Суд над «романовцами» разрешил ей отбыть свой срок по месту заключения мужа, который был переслан в Александровскую тюрьму. После бегства мужа временно направлена в Верхоленский уезд Иркутской губернии, но зимой 1904 года по дороге бежала из ссылки, пробыв в ней в общей сложности два года. Эмигрировала в Англию, побывала в ряде европейских стран. В 1905 году под влиянием событий 9 января выехала в Женеву, откуда в марте 1905 года прибыла в Баку, где стала одним из руководителей шендриковско-меньшевистской «Организации балаханских и бибиэйбатских рабочих» (позднее — «Союз бакинских рабочих»), издавала еженедельник на нелегальной типографии. Несмотря на патриархальность местного общества, пользовалась авторитетом в рядах рабочих бакинских нефтяных промыслов. Во время революции 1905—1907 годов примкнула к «ликвидаторам». В 1906 году возвратилась в Петербург, где участвовала в деятельности меньшевистской организации, создала клубы фабричных рабочих, писала брошюры, переводила произведения немецких социал-демократов.
В 1912 году на августовской конференции РСДРП в Вене избрана членом и секретарём Организационного Комитета меньшевиков (эквивалента ЦК); начала работать в меньшевистской газете «Луч»; издавалась легально. В том же году участвовала в организации выборов в Государственную Думу IV созыва. В 1912—1914 годах была членом петербургской «Инициативной группы» меньшевиков, на собрании которой в январе 1913 года подверглась аресту. В 1915 году сослана в Сибирь. Отправлена в Енисейскую губернию, а именно в Минусинск, а затем в Киренск. Моталась из ссылки в ссылку по транссибирской магистрали с маленькими детьми. Именно в Минусинске вступила в группу меньшевиков-интернационалистов. Члены «минусинской группы» во главе с Фёдором Даном в своём отношении к войне стояли на позициях интернационализма, что проявилось в коллективном протесте против письма Георгия Плеханова к депутату Государственной Думы Андрею Бурьянову и содержащегося в нём патриотического призыва к социал-демократической фракции голосовать за военные кредиты.
Весной 1917 года вернулась в Петербург, где занялась политической работой среди женщин и писала для меньшевистской печати. После февральской революции стала делегатом майской Общероссийской конференции РСДРП. 25 августа на Объединительном съезде партии была избрана в бюро Центрального Комитета РСДРП (о) от интернационалистов, затем стала его секретарём. 30 августа на заседании ЦК РСДРП утверждена членом редакции газеты «Голос Работницы». Являясь представителем поколения женщин—революционерок, которые пользовались поддержкой мужчин—своих товарищей в борьбе за равноправие полов, Бройдо занималась любой работой — от шитья платьев до переводов. В то время объединённая группа меньшевиков с «женским отделом» во главе с Бройдо первой из всех партий призвала к созыву конференции петроградских работниц в октябре 1917 года. Конференцией была принята резолюция об образовании специальных комиссий по агитации и организации женщин, однако дальше намерений дело не пошло. В книге «Женщина-работница», изданной в 1917 году в Петрограде, Бройдо выразила своё жизненное и политическое мировоззрение, обратившись к трудящимся женщинам с призывом:
Надо учиться; надо активно участвовать в профессиональных союзах и социал-демократической партии. Теперь нам не приходится ждать, что за нас что-то сделают другие. Мы сами призваны ковать свою судьбу. Мы должны принять деятельное участие в выборах в местное самоуправление, мы должны готовиться к выборам в Учредительное Собрание. Но при этом должны помнить, что интересы рабочего класса в целом, как рабочих, так и работниц, одинаковы и что эти интересы противостоят интересам всех других буржуазных классов.
Выступала с осуждением Октябрьской революции и против признания большевистской власти. Однако в конце октября—начале ноября 1917 года поддержала ведение переговоров с большевиками по вопросу создания «однородного социалистического правительства». Однажды Бройдо выступала вместе с Владимиром Лениным на Балтийском заводе. Она не любила ораторствовать, но всё же приехала поддержать меньшевика в борьбе против кандидата от большевиков. Выступать должен был Григорий Зиновьев, но неожиданно прибыл Ленин, и Бройдо одержала над ним победу, проведя меньшевистского кандидата при голосовании. В декабре 1918 года Бройдо была снова избрана в меньшевистский ЦК и стала его секретарём. После того как в Москву переехало большевистское правительство и центральные комитеты всех основных политических партий, в 1918 году там поселилась и Бройдо вместе с семьёй. В то время по линии Общества бывших политкаторжан близко общалась с Верой Фигнер, а также с Верой Засулич, своим товарищем по работе в «Искре».

### Эмиграция
В 1920 году Бройдо выехала из России вместе и дочерью Верой через Польшу в Вену, чтобы отыскать мужа. О своём отъезде она не проинформировала руководство партии. За границей уже находились Рафаил Абрамович, Давид Далин и Юлий Мартов, в то время как аресту подверглась значительная часть ЦК меньшевиков, а именно Фёдор Дан, Сергей Ежов, Борис Николаевский, Артур Плесков и Фёдор Череванин.
Осев в Берлине и став членом Заграничной делегации, Бройдо стала работать секретарём редакции эмигрантского меньшевистского журнала «Социалистический вестник». В начале 1920-х годов её воспоминания были изданы в берлинском журнале «Летопись революции». В тот период она также перевела «Тайники души» Герберта Уэллса на русский язык.

### Репрессии и казнь
В ноябре 1927 года с помощью латышских социал-демократов Бройдо в одиночку приехала в Советский Союз по инициативе Дана для нелегальной работы. По прибытии в Москву пыталась наладить распространение «Социалистического вестника», прочих брошюр и листовок, доставлявшихся в СССР дипкурьерами посольства Латвии, связанными с Латвийской социал-демократической партией, сотрудниками типографий «Правда» и «Известия», а также заграничными командировочными, контрабандистами. Ездила в Сормово, Харьков, встречалась с местными меньшевиками и ветеранами партии, уцелевшими после разгрома организации. Прибыв в Баку для возобновления деятельности подпольной группы, она остановилась на квартире у ссыльного меньшевика А. Я. Рогачевского, где назначила встречу своих местных соратников.
22 апреля 1928 года она была арестована на обратном пути прямо в вагоне поезда, а на следующий день арестованы и остальные четыре участника встречи. В то время в советской России существовало меньшевистское подполье, после ареста Бройдо в СССР был направлен второй эмиссар партии из заграницы, Михаил Броунштейн, вскоре тоже арестованный. В ходе следствия, ведшегося сначала в Баку, а затем в Москве, первоначально фигурировала под чужой фамилией и паспортом, но впоследствии признала, что она Ева Бройдо, и пыталась взять всё вменяемое «бакинской группе» на себя. Также Бройдо заявила, что развелась с мужем, в чём можно рассмотреть намерение защитить свою семью. Несмотря на уголовное преследование, в Москве в 1928 году была издана её мемуарная книга «В рядах РСДРП», а биография Бройдо помещена в словарь «Деятели революционного движения в России», в котором было отмечено, что она «активнейшим образом боролась с советской властью».
28 июня 1928 года осуждена Коллегией ОГПУ на 3 года тюрьмы по «антисоветской» 58-й статье Уголовного кодекса РСФСР. До 1930 года содержалась в одиночной камере Суздальского политизолятора, где переписывалась с родными, которые посылали ей деньги и книги. В апреле 1931 года приговорена к 5-летней ссылке в Ташкент. В ноябре 1935 года выслана в Ойрот-Туру, на советско-монгольской границе.
4 июля 1937 года была снова арестована. 21 марта 1939 года Военный трибунал Московского военного округа осудил Бройдо на 20 лет тюрьмы. 13 сентября 1941 года Военная коллегия Верховного суда СССР по итогам очередного рассмотрения дел заключенных Орловской тюрьмы приговорила Бройдо к расстрелу. Расстреляна 15 сентября при спешной эвакуации Орловского централа.
Была посмертно реабилитирована. Дочь Бройдо узнала о том, что случилось с её матерью, только после падения советской власти и открытия архивов. Архив Бройдо, в том числе биографические материалы и протокол допроса от 1938 года, хранится в Архиве—Библиотеке Санкт-Петербургского научно-информационного центра «Мемориал».

## Избранная библиография
- —. Революция 1848 г. во Франции. — Вильна: Тип. «Рабочей б-ки», 1900. — 65 с.
- —. Женская доля. — Женева: Газета «Искра», 1905. — 16 с.
- Е. Львова. Русская работница. — СПб.: «Накануне», 1914. — 12 с.
- Е. Львова. Вильгельм Либкнехт. Его жизнь и деятельность (1826-1900). — СПб.: «Накануне», 1914. — 38 с.
- Е. Л. Бройдо (Е. Львова). Женщина – работница. — Петроград: «Рабочая б-ка», 1917. — 16 с.
- Е. Л. Бройдо. Женская инспекция труда. — Петроград: «Рабочая б-ка», 1917. — 15 с.
- Е. Бройдо. В рядах Р.С.-Д.Р.П. (Воспоминания) / Предисловие В. И. Невского. — М.: Изд-во Всесоюзного о-ва политкаторжан и ссыльных переселенцев, 7-я типография «Искра революции» Мосполиграфа, 1928. — 123 с. — 3000 экз.
- Eva Lʹvovna Broĭdo. Memoirs of a Revolutionary (англ.) / Ed. and transl. by Vera Broido. — Oxford University Press, 1967. — 150 p.